# Teatro Cavour
Il Teatro Cavour è un teatro italiano, con sede ad Imperia, intitolato a Camillo Benso, conte di Cavour.

## Storia
La storia del teatro inizia nel 1860, quando Porto Maurizio fu nominata a capoluogo, prima dell'unificazione di Imperia nel 1923. In quel periodo presero il via alcuni incarichi per costruire numerosi edifici pubblici, tra cui i palazzi della Prefettura e della Provincia e l'ampliamento della sede comunale.
Il progetto del teatro fu combattuto tra due architetti, Gio Batta Olivieri e Nicolò Arnaldi. Quest'ultimo vinse presentando il suo disegno nel 1862. Nell'ottobre dello stesso anno, l'edificio venne dedicato al Conte di Cavour, poiché era stato il principale fautore dell’elezione di Porto Maurizio a capoluogo di provincia. Dopo circa 10 anni, il teatro fu inaugurato, più precisamente nel dicembre del 1871, con una rappresentazione di Un ballo in maschera di Giuseppe Verdi.
Il progetto dell'Arnaldi prevedeva che il teatro rispettasse i tradizionali modelli ottocenteschi, tuttavia la fu radicalmente trasformata nel corso degli anni, a partire dagli anni 50, dove vennero demolite le strutture interne in legno e muratura, eliminando i tradizionali palchi e si passò invece a una pianta rettangolare e un'unica galleria.  Soltanto la scena fu mantenuta alla sua struttura originaria per consentire l’allestimento di spettacoli d’opera.
Dell’originale struttura ottocentesca oggi rimangono l’imponente facciata, il colonnato d’ingresso e il Ridotto del teatro.
Le decorazioni del soffitto della sala del Ridotto e il sipario furono dipinte dall'artista portorino Leonardo Massabò.